# 円徳寺 (墨田区)
円徳寺（えんとくじ）は、東京都墨田区にある曹洞宗の寺院。

## 概要
1613年（慶長18年）、離北良重によって開山された。
かつては、「正慶元年（1332年）」「嘉吉4年（1444年）」の銘が入った板碑があったといわれているが、現在は不明である。また水戸藩の本草学者の佐藤中陵の歌碑もある。

## 交通アクセス
- 鐘ヶ淵駅より徒歩3分（経路案内）。